# فرانک ویلکاکس
فرانک ویلکاکس (انگلیسی: Frank Wilcox؛ ۱۷ مارس ۱۹۰۷ – ۳ مارس ۱۹۷۴) یک هنرپیشه اهل ایالات متحده آمریکا بود.